# Ciril d'Escitòpolis
Ciril d'Escitòpolis (grec antic: Κύριλλος; llatí: Cyrillus) (vers 524-558), fou un monjo palestí del segle vi nascut a Escitòpolis. Quan tenia 16 anys va professar la religió a la seva ciutat natal. Interessat pels llocs sagrats, va visitar Jerusalem on per consell de la seva mare es va posar sota la protecció de Joan el Silenciari que el va enviar al famós monestir de la Laura de Sant Saba on fou rebut pel prefecte del monestir Lleonci, que li va permetre ingressar a l'orde dels monjos del lloc.
Va escriure:
- Una vida de Joan el Silenciari el 557
- Una vida d'Eutimi el Gran, l'abat que fou sant, mort el 473, i que es conserva en part amb interpolacions de Simeó Metafrastes.
- Una vida de Saba de Mutalasca, de la que n'hi ha una edició feta per Jean Bolland a l'Acta santorum, sense les interpolacions de Simeó Metafrastes.[1]